# Mathias Vergels
Mathias Vergels, (Uccle, 24 de abril de 1992 es un actor y cantante belga. Se hizo conocido por sus papeles de Gino en la película "North Sea Texas" y el hijo del carnicero en la película "Allez, Eddy", anteriormente había tenido papeles menores en la película "Bo" y en la serie "Aspe". Desde diciembre de 2012 participa en la serie "Thuis" como Lowie Bomans.

## Filmografía[1]
| Año       | Título          | Papel           | Notas                          |
| --------- | --------------- | --------------- | ------------------------------ |
| 2010      | Bo              | Thomas          | Película                       |
| 2011      | North Sea Texas | Gino            | Personaje Principal            |
| 2011      | Aspe            | David Roox      | Episodio: "Angel Dust"         |
| 2012-2016 | Thuis           | Lowie Bomans    | 461 episodios                  |
| 2012      | Mixed Kebad     | Jamal           | Película                       |
| 2012      | Allez, Eddy!    | Briek           | Película                       |
| 2012      | Parade´s End    | German Batman   | Episodio "#1.5"                |
| 2013      | Stars For Live  | Él mismo        | Programa de TV                 |
| 2013      | Binnenstebuiten | Ken Van Brabant | Episodio "Eenzaam op het veld" |
| 2014      | Nona            | Paciente        | Corto                          |
| 2015      | De Bunker       | Kobe Demulder   | 2 episodios                    |
| 2015      | Nachtwacht      | Romi            | Episodio: "Werwolf"            |